# Urban Music Awards
 (mai 2014).
Les Urban Music Awards est une cérémonie de récompense des artistes Hip-hop, R&B, soul et danse. Elle a lieu tous les ans depuis 2003 et elle est présente dans 6 pays.
La cérémonie de remise des prix est organisée chaque année par Jordan Kensington (en) qui est à la tête de l'entreprise Invincible Media Group. 
La version américaine de remise des prix, UMA USA a été lancé le 7 juillet 2007 à Hammerstein Ballroom. Accueillis par Foxy Brown et Spragga Benz, parmi les lauréats on retrouvait Danity Kane, Jay-Z), Grandmaster Flash, Sean Paul, Beyonce, Bobby V, Enrique Iglesias, Rihanna, Lupe Fiasco, Mary Mary, Amy Winehouse, Leona Lewis…

## Histoire
La cérémonie Urban Music Award est née de la nécessité de créer un événement de remise de prix dans le monde entier afin de reconnaître, récompenser  les réalisations d’artistes urbains, les producteurs, les soirées clubs, les dj, les stations de radio, les labels et les artistes de la danse (R&B, hip-hop, jazz, neo soul…).

## Vote
Urban Music Prix est reconnue comme une cérémonie de prix crédible. Depuis sa création toutes les nominations et votes ont été laissés au public. C'est le public qui décide! Une liste est disponible sur le site, et le public choisi les nommés par catégorie. Le candidat qui a le plus grand nombre de voix remporte le prix. 
En 10 ans, la prestigieuse cérémonie de remise des prix a été couvert par la BBC World Service, CNN, MTV, BET, VH1, BBC Radio 1, BBC Entertainment Online, Invincible TV, Evening Standard, Metro newspaper, The Independent, The Guardian, Channel 4, CD: UK, London tonight, Choice fm, New Nation, The Voice, et d'autres.

## Les Urban Musics Awards aux États-Unis
Les Urban Music Awards sont retournés plus grand en 2009 en célébrant le septième anniversaire avec la version américaine de la cérémonie de remise des prix, le 17 juillet 2009 au Hammerstein Ballroom à New York et retour à Londres le 1er novembre pour la version britannique de la cérémonie après une version 2008 mouvementée. Le show de 2009 a été couvert par la presse internationale, y compris majeur; Daily Express, et The Insider. 
L'année 2009 a également vu le lancement d'une nouvelle catégorie : le meilleur artiste asiatique dans le but de récompenser les artistes et les musiciens d'origine asiatique qui ont été largement couverts dans les médias asiatiques dans le monde entier.
À cette occasion les gagnants étaient:
| Catégories                    | Winners                                                |
| Artist of the year            | Akon                                                   |
| Best Album                    | Kanye West “808’s Heartbreak”                          |
| Best Gospel Act               | Kirk Franklin                                          |
| Best InternationalLatino Act  | Enrique Iglesias                                       |
| Best Music Video              | Rihanna “Rehab”                                        |
| Best R&B Act                  | Bobby V                                                |
| Best DJ 2009                  | Funkmaster Flex                                        |
| Best Radio Station            | Hot 97                                                 |
| Bet TV show                   | Harlem Heights (TV series)                             |
| Best HipHop Act               | Jay-Z                                                  |
| Best Magazine                 | HipHop Weekly                                          |
| Best Male Act                 | Bobby V                                                |
| Best Collaboration            | Ron Browz ft Jim Jones & Juelz Santana “Pop Champagne" |
| Best Female Act               | Rihanna                                                |
| Best International Reggae Act | Mavado                                                 |
| Best Producer                 | Swizz Beatz                                            |
| Best Single                   | Kid Cudi for ‘Day & Night’                             |
| UMA Living Legend Award       | KRS-One                                                |
| Lifetime Achievement Award    | Grandmaster Flash                                      |
|                               |                                                        |

## 2003
La première cérémonie a eu lieu à Hammersmith Palais, à Londres.
| Catégories                                                            | Gagnants              |
| Best Hard Dance Artist/Producer                                       | Kevin Energy          |
| Best Hard Dance DJ                                                    | Alex Somers           |
| Best House Act/DJ                                                     | Carl Cox              |
| Best Garage Act Sposored by PureGarage.com                            | Heartless Crew        |
| Best Drum & Bass Act/DJ                                               | Uncut                 |
| Best underground Producer                                             | Sticky                |
| Best Reggae Act X                                                     |                       |
| Best Breakthrough-Most Inspiring Act Sponsored by Invincible Magazine | Dizzy Rascal          |
| Best Independent Record Label Sponsored by Invincible Magazine        | Soul 2 Soul Recording |
| Best HipHop Act Sponsored by HipHop Connection                        | Blak Twang            |
| Best Club/Radio DJ Sponsored by UKPCDJ.COM x                          |                       |
| Best Club Night Sponsored by RedBull                                  | Smoove                |
| Best Underground Breakthrough DJ Sposored by Diffusion PR             | Misstress Barbara     |
| Best Nu-Soul Act Sponsored by Soul Trade                              | Terri Walker          |
| Best Crossiver Chart Act Sponsored by Mecca USA                       | Jaimeson              |
| Best Radio Station                                                    | Flava fm              |
| Best Underground DJ                                                   | DJ Jollie             |
| Best Compilation                                                      | The Mixologists       |
| Best Unsigned Act Sponsored by Xtreme Talent                          | Transformerz          |
|                                                                       |                       |

## 2004
| Catégories                     | Gagnants           |
| Best Hip Hop Act               | Klashnekoff        |
| Best Crossover Chart Act       | Lemar              |
|                                |                    |
| Best Nu-Soul Act               | Rhian Benson       |
| Best Album                     | TY “Upwards”       |
| Most Inspiring Act 2004        | Estelle            |
| Best Garage Act                | Wiley              |
| Best New Comer                 | Kano               |
| Best UK Radio DJ               | Ras Kwame          |
| Best Jazz Act                  | Soweto Kinch       |
| Best Club Night                | The Jump Off       |
| Best Underground Producer      | Jon E Cash         |
| Best Drum & Bass Act DJ        | Dillinja & Lemon D |
| Best R&B Act                   | Gemma Fox          |
| Best Gospel Act                | Raymond&Co         |
| Best Underground DJ            | The Mixologist     |
| Best Underground Radio Station | Bassline fm        |
| Best Independent Record Label  | jetstar            |
| Best compilation               | Split Mics         |
| Best Music Video               | Lethal Bizzle      |
| Best Hard Dance DJ             | Hixxy              |
| Best Hous DJ                   | Louie Vega         |
| Best Street Dancer             | Nexus Boys         |
| Best Unsigned Act 2004         | Lee Henry          |
| Outstanding Achievement Award  | Beverley Knight    |
|                                |                    |

## 2005
| Catégories                                                    | Gagnants                        |
| Best Website 2005                                             | www.promotioncity.co.uk         |
| Best entrepreneur                                             | Marcus Miller                   |
| Best Magazine                                                 | Touch Magazine                  |
| Best UK Reggae Act/DJ                                         | Maxi Priest                     |
| Best HipHop Act 2005                                          | Skinny man “I’ll be surprised”  |
| Best Crossover Chart Act                                      | Raghav “Angel Eyes”             |
| Best Neo-Soul Act                                             | Terri Walker                    |
| Best Album                                                    | Roll Deep “In At the Deep End”  |
| Most Inspiring Act 2005 in association with invinciblemag.com | Tubby T “Ready she reasy”       |
| Best Newcomer 2005                                            | Sway Dasafo “Flo Fashion”       |
| Best Garage Act                                               | Lethal B “Against All Odd’s”    |
| Best UK Radio DJ                                              | Ras Kwame                       |
| Best Jazz Act                                                 | Courtney Pine                   |
| Best Club Night                                               | MTV Base Lounge                 |
| Bet Underground Producer                                      | Dexplicit                       |
| Best Drum & Bass Act/DJ                                       | Roni Size                       |
| Best R&B Act                                                  | Jamelia “Thank you”             |
| Best Gospel Act                                               | Raymond & Co                    |
| Best Underground DJ                                           | Smasherelly                     |
| Best Community Radio Station                                  | Xtreme fm                       |
| Best Independent Label                                        | BBE Recordings                  |
| Best compilation                                              | Union Black                     |
| Best Music Video                                              | Fusion & guests “Greatest Show” |
|                                                               |                                 |

## 2006
| Catégories                         | Gagnants                     |  |
| Best Neo Soul                      | Omar                         |  |
| Best Newcomer                      | Soundbwoy                    |  |
| Best Magazine                      | RWD                          |  |
| Best Hard Dane Act/DJ              | Doc Savage                   |  |
| Best House DJ                      | Paul Jackson                 |  |
| Best TV Show                       | Chancers                     |  |
| Best Album                         | Lily Allen                   |  |
| Best UK Radio DJ                   | Semtex                       |  |
| Best R&B Act                       | Fun*Damental                 |  |
| Best UK Reggae Act                 | YT                           |  |
| Best Underground DJ                | Daz                          |  |
| Best Independent Label             | Relentless                   |  |
| Best Underground Producer          | Baby J                       |  |
| Best Website                       | Ukmusic.com                  |  |
| Most Inspiring Act                 | Fun*Damental                 |  |
| Best Radio Station                 | Choice fm                    |  |
| Best Club Night                    | Get Down@ Bar Rumba          |  |
| Best Crossover Chart Act           | Supafly Inc                  |  |
| Best Jazz Act                      | Soweto Kinch                 |  |
| Best drum &Bass DJ                 | DJ Hype                      |  |
| Best Entrepreneur                  | Uproar PR                    |  |
| Best Garage Act                    | Doctor                       |  |
| Best Gospel Act                    | Four Kornerz                 |  |
| Best HipHop Act                    | Akala                        |  |
| Best Music Video                   | Starboy Nathan “Cold as Ice” |  |
| Outstanding Achievement Award 2006 | Omar                         |  |
| Lifetime Achievement Award 2006    | Jazzie B                     |  |

## 2007
| Catégories                    | Gagnants                        |
| Best Reggae Act               | Sean Paul                       |
| Best Underground DJ           | Cameo                           |
| Best Radio Station            | Choice fm                       |
| Best Jazz Act                 | Courtney Pine                   |
| Best Club Niight              | Twice as Nice                   |
| Best Neo Soul Act             | Nate James                      |
| Best Garage Act               | N-Dubz                          |
| Best Drum & Bass DJ/Act       | Shy FX                          |
| Best Gospel Act               | Raymond & Co                    |
| Best Independent Record Label | Big Dadda Recordings            |
| Best UK Radio DJ              | Dj 279 (choice fm)              |
| Best Album 2007               | Lemar “Truth about Love”        |
| Best TV Show 2007             | Popworld (T4/Channel 4)         |
| Best Newcomer 2007            | Mr. Midas                       |
| Best R&B Act 2007             | Nathan                          |
| Best HipHop Act 2007          | Wiley                           |
| Best Magazine                 | Yound Voices                    |
| Most inspiring Act 2007       | Dizzee Rascal                   |
| Best Website 2007             | Myspace.com                     |
| Best Crossover Chart Act      | Just Jack                       |
| Best Producer                 | Davinche                        |
| Best Music Video              | Natalie Williams “This Girl”    |
| Best Entrepreneur 2007        | Tim Campbell (BBC1, Apprentice) |
|                               |                                 |

## 2008
| Catégories                         | Gagnants                             |
| Best album 2008                    | Leona Lewis “Spirit”                 |
| Best Collaboration                 | Estelle ft Kanye West ‘American Boy” |
| Best Crossover Chart Act           | Booty Luv                            |
| Best Dance Act                     | Wideboys                             |
| Best DJ                            | Mister Jam                           |
| Best Entrepreneur                  | Lethal Bizzle                        |
| Best Gospel Act                    | 29th Chapter                         |
| Best Group                         | Roll Deep                            |
| Best HipHop Act                    | Sway                                 |
| Best Independent Label             | Boy Better Know                      |
| Best Jazz Act                      | Adele                                |
| Best Neo Soul Act                  | Amy Winehouse                        |
| Best Newcomer                      | Chipmunk                             |
| Best Magazine                      | Young Voices                         |
| Best Music Video                   | Tinchy Stryder ‘Stryderman’          |
| Best Producer                      | Fraser T Smith                       |
| Best R&B                           | Leona Lewis                          |
| Best Radio Station                 | Choice FM                            |
| Best TV Show/Film                  | Nokia Green Room                     |
| Best UK Radio DJ                   | Rickie and Melvin                    |
| Best Website                       | Myspace.com/thehookup                |
| Most Inspiring Act 2008            | Bashy                                |
| Lifetime Achievement Award 2008    | Mica Paris                           |
| Outstanding Achievement Award 2008 | DJ Luck & MC Neat                    |
| Lifetime Achievement Award         | Finley Quaye                         |
|                                    |                                      |

## 2009
| Catégories                        | Winners                              |
| Best Album 2009                   | N-Dubz ‘Uncle B’                     |
| Best Dance Act 2009 (UK & France) | Calvin Harris                        |
| Best DJ (UK & France)             | Swerve (Kiss)                        |
| Best Group (UK & France)          | JLS                                  |
| Best TV Station                   | Flava TV                             |
| Best Collaboration                | Jay Sean ft Lil Wayne ‘Down’         |
| Best Hip Hop Act                  | Sway                                 |
| Best Music Video                  | K.I.G ‘Head, Shoulders, Knees & Toes |
| Best Radio Station                | Kiss                                 |
| Best UK Asian Act                 | R.D.B                                |
| Best Entrepreneur Category        | Levi Roots                           |
| Best Newcomer                     | Egypt                                |
| Best R&B Act                      | Brick & Lace                         |
| Most Inspiring Act 2009           | Brick & Lace                         |
| Best Jazz Act                     | Yolanda Brown                        |
| Best Gospel Act                   | Guvna B                              |
| Best Producer                     | Blessed Beats                        |
| Best Radio Show                   | James Merritt                        |
|                                   |                                      |

## 2010
| Catégories                    | Winners                              |
| Best Album 2010               | N-Dubz ‘Against all Odds’            |
| Best Collaboration            | Tinie Tempah ft Labyrinth ‘Pass Out’ |
| Best Dance Act (Europe)       | Cascada                              |
| Best DJ 2010                  | Shortee Blitz & DJ MK                |
| Best Gospel Act 2010          | London Community Gospel              |
| Best Group 2010               | JLS                                  |
| Best European Act             | Tal                                  |
| Best International Act        | Iyaz                                 |
| Best Newcomer                 | Tinie Tempah                         |
| Best HipHop Act               | Tinie Tempah                         |
| Best R&B Act                  | JLS                                  |
| Best Music Video              | Mclean ‘My Name’                     |
| Best Street Dance Group 2010  | Diversity                            |
| Best Asian Act 2010           | Jay Sean                             |
| Best TV Station 2010          | 4 Music                              |
| Best Radio Station            | Choice fm                            |
| Best Radio Show               | DJ Swerve                            |
| Best Producer                 | David Guetta                         |
| Outstanding Achievement Award | Damage                               |
| Lifetime Achievement Award    | Sade                                 |
|                               |                                      |

## 2011
http://pappzd.com/2011/10/urban-music-awards-2011/
| Catégories                       | Winners                            |
| Best Collaboration               | Chipmunk ft Chris Brown “Champion” |
| Best Male Artist                 | Ed Sheeran                         |
| Best Female Artist               | Jessie J (Island/Lava)             |
| International Artist of the Year | Chris Brown                        |
| Best Album                       | Beverley Knight “Soul UK”          |
| Best HipHop                      | Wretch 32                          |
| Best Single                      | Wretch 32 ft Example “Unorthodox”  |
| Best Music Video                 | Wretch 32 ft Example “Unorthodox”  |
| Artist of the Year               | Wretch 32                          |
| Best Newcomer                    | Emeli Sandé                        |
| Best DJ 2011                     | Nikki                              |
| Best Dance Act                   | DJ Fresh ft Sian Evans “Louder”    |
| Best Radio Station               | Kiss                               |
| Best Radio Show                  | Twin B (1Xtra)                     |
| Best Producer                    | Benny Benassi                      |
| Best R&B Act                     | Emeli Sandé                        |
|                                  |                                    |

## 2012
| Catégories                 | Winners                           |
| Best Newcomer              | Sneakbo                           |
| Best Hip Hop Act           | Sway                              |
| Best Female Act            | Lady Leshurr                      |
| Best MusicVideo            | Rudimental – Feel the Love        |
| Best Grime Act             | Big Narstie                       |
| Best Gospel Act            | London Community Gospel Choir     |
| Best Radio Show            | Charlie Sloth                     |
| Best African/Afro beats    | Fuse ODG                          |
| Best R&B Act               | Lemar                             |
| Best Single                | Azealia Banks ft Lazy Jay ‘212’   |
| Artist of the year         | Rita Ora                          |
| Best Male Artist           | Maverick Sabre                    |
| Best Group                 | Clement Marfo & The Frontline     |
| Best Collaboration         | Devlin ft Ed Sheeran ‘Watchtower’ |
| Best Producer              | Pavillion                         |
| Best International Artist  | Chris Brown                       |
| Best DJ                    | Shortee Blitz                     |
| Best Album 2012            | Rihanna ‘Talk that Talk’          |
| Best Reggae Act            | Mavado                            |
| Best Electronic/ Dance Act | DJ Act                            |
| Lifetime Achievement Award | Norman Jay                        |
|                            |                                   |

## 2013
,
| Catégories                  | Winners                        |
| Best International Act      | Bruno Mars                     |
| Best Album                  | Naughty Boy “Hotel Cabana”     |
| Best Radio Station          | Kiss fm                        |
| Best R&B Act                | Mike Hough                     |
| Best Reggae Act             | Sean Paul                      |
| Best Radio Show             | Charlie Sloth                  |
| Best Newcomer               | Jahmene Douglas                |
| Best single 2013            | Fuse ODG                       |
| Best Female Act             | Laura Mvula                    |
| Best Mal Artist             | Ghetts                         |
| Best Hiphop Act             | Krept & Konan                  |
| Best Electronic Dance Act   | Avicci                         |
| Best Group                  | Krept & Konan                  |
| Best African/ Afrobeats Act | Atumpan                        |
| Best Gospel Act             | Guvna B                        |
| Best Music Video            | Fuse ODG feat Wyclef ‘Antenna’ |
| Best Grime Act              | Big Narstie                    |
| Best Collaboration          | Fuse ODG feat Wyclef           |
| Best DJ                     | Shortee Blitz                  |
| Best Producer               | Diplo                          |
|                             |                                |